# Эренары
Эрена́ры (чув. Йӑранар) — деревня в Аликовском муниципальном округе Чувашской Республики. Входила в состав Тенеевского сельского поселения до его упразднения в 2022 году.

## География
Расстояние до столицы республики — города Чебоксары — 75 км, до районного центра — села Аликово — 8 км, до железнодорожной станции 31 км. Деревня находится в низине относительно ближайших деревень (Тенеево и др.).
Высота над уровнем моря: 145 м.
Часовой пояс
Деревня Эренары, как и вся Чувашская Республика, находится в часовой зоне МСК (московское время). Смещение применяемого времени относительно UTC составляет +3:00.

## История
Деревня утверждена 29 апреля 1946 года. Образована объединением деревень Первые Эренары, Вторые Эренары, Кюлькасы. 

Год основания неизвестен, но первые упоминания были ещё в 1890 годах. Известно, что жители Эренар основали деревню Смородино в 30-е годы XX века.

Деревня известна в XVIII веке как выселок, в XIX — начале XX вв. как околоток деревни Тинеева (ныне не существует). Жители до 1866 года — государственные крестьяне; занимались земледелием, животноводством, кузнечным, бондарным, столярно-токарным, шерстобойным, верёвочным, сапожно-башмачным промыслами. В 1913 году открыто земское училище. В начале XX века функционировали 5 ветряных мельниц, галантерейная и мелочная лавки, заведение по скупке яиц и тряпья. В 1931 году, в период коллективизации, образован колхоз «Озерок». 
Религия
По сведениям справочника Казанской епархии (1904) жители деревни Эранары были прихожанами церкви села Тенеево (Кюбиш) (деревянная, построена в 1902 году на средства прихожан, однопрестольная, престол — во имя Архистратига Божия Михаила.

## Топонимика
Эренары имеет марийское происхождение: «Эр» в переводе с марийского — это озеро, «Нар» — река. Производные от этих слов называют отгидронимные, то есть образующие от названия рек, речушек, озёр, оврагов.

## Население
| 2010 | 2012 |
| ---- | ---- |
| 331  | ↗371 |

По данным Всероссийской переписи населения 2002 года в деревне проживали 395 человек, преобладающая национальность — чуваши (99%). В 2006 году — 395 человек.

## Инфраструктура
По состоянию на 2010 год функционировало ОАО «Озёрная», имелись клуб, магазин.

Улицы: Лесная, Нагорная, Озерная, Садовая, Советская.
Связь и средства массовой информации
- Связь: ОАО «Волгателеком», БиЛайн, МТС, Мегафон. Развит интернет ADSL-технологии.
- Газеты и журналы: Аликовская районная газета «Пурнăç çулĕпе» — «По жизненному пути» Языки публикаций: Чувашский, Русский.
- Телевидение: Население использует эфирное и спутниковое телевидение. Эфирное телевидение позволяет принимать национальный канал на чувашском и русском языках.
- Радио: Радио Чувашии, Национальное радио Чувашии.

Памятники и памятные места
Памятник воинам, павшим в Великой Отечественной войне 1941—1945 гг. (на перекрестке улиц Советская, Нагорная, Озерная).
Достопримечательность
Рядом с деревней расположено озеро Тенеево (по-чувашски — Тени), которое является памятником природы Чувашской Республики. Оно имеет карстовое происхождение, расположено на открытой местности, среди лугов, вытянуто с севера на юг в виде овала, имеет размер 230 на 470 м, прозрачность воды 1 м, глубина до 8 метров. Дно глинистое с родниковой подпиткой. В озере водится щука, окунь, карась, карп.
О происхождении озера ходит легенда. Старожил деревни И. З. Захаров (1907 г.р.) утверждает, что озеро «прилетело» ночью в виде тумана из района села Ходар.

## Уроженцы
- Иванова (Майорова) Альбина Геннадьевна (р. 1977, Эренары, Аликовский район) — спортсменка, мастер спорта (1998) и мастер спорта России международного класса (2001) по лёгкой атлетике.